# Robert Heppenstall
Robert Heppenstall (* 28. November 1997 in Hamilton) ist ein kanadischer Leichtathlet, der sich auf den Mittelstreckenlauf spezialisiert hat.

## Sportliche Laufbahn
Erste Erfahrungen bei internationalen Meisterschaften sammelte Robert Heppenstall im Jahr 2014, als er bei den Juniorenweltmeisterschaften in Eugene mit 1:51,66 min in der ersten Runde im 800-Meter-Lauf ausschied. Im Jahr darauf gewann er bei den Panamerikanischen Juniorenmeisterschaften in Edmonton in 1:48,70 min die Silbermedaille und begann anschließend ein Studium an der Wake Forest University in den Vereinigten Staaten. 2016 belegte er bei den U20-Weltmeisterschaften in Bydgoszcz in 1:47,33 min den fünften Platz und 2022 gelangte er bei den NACAC-Meisterschaften in Freeport mit 1:52,36 min ebenfalls auf Rang fünf. Im Jahr darauf siegte er in 3:41,83 min im 1500-Meter-Lauf beim USATF Bermuda Grand Prix und wurde bei den Straßenlauf-Weltmeisterschaften in Riga nach 4:27,96 min auf Rang 33 über die Meile. Anschließend gewann er bei den Panamerikanischen Spielen in Santiago de Chile in 3:39,76 min die Silbermedaille hinter seinem Landsmann Charles Philibert-Thiboutot. 2024 siegte er in 3:53,07 min beim Bermuda Grand Prix und im Jahr darauf schied er bei den Hallenweltmeisterschaften in Nanjing mit 1:49,54 min im Halbfinale über 800 Meter aus.
2021 wurde Heppenstall kanadischer Meister im 800-Meter-Lauf sowie 2022 über 1500 Meter. Zudem wurde er 2024 Hallenmeister über 800 und 1500 Meter.

## Persönliche Bestzeiten
- 800 Meter: 1:46,05 min, 14. April 2022 in Azusa
  - 800 Meter (Halle): 1:46,04 min, 2. März 2025 in Boston
- 1500 Meter: 3:35,17 min, 15. Juli 2022 in Los Angeles
  - 1500 Meter (Halle): 3:43,54 min, 9. Februar 2024 in Boston
- Meile: 3:55,15 min, 5. August 2022 in Raleigh
  - Meile (Halle): 3:59,72 min, 10. Februar 2024 in Boston